# Combrand
Combrand és un municipi francès situat al departament de Deux-Sèvres i a la regió de la Nova Aquitània. L'any 2007 tenia 1.135 habitants.

## Demografia

### Població
El 2007 la població de fet de Combrand era de 1.135 persones. Hi havia 424 famílies de les quals 84 eren unipersonals (40 homes vivint sols i 44 dones vivint soles), 120 parelles sense fills, 196 parelles amb fills i 24 famílies monoparentals amb fills.
La població ha evolucionat segons el següent gràfic:
Habitants censats

### Habitatges
El 2007 hi havia 459 habitatges, 427 eren l'habitatge principal de la família, 8 eren segones residències i 24 estaven desocupats. 451 eren cases i 7 eren apartaments. Dels 427 habitatges principals, 347 estaven ocupats pels seus propietaris, 70 estaven llogats i ocupats pels llogaters i 10 estaven cedits a títol gratuït; 1 tenia una cambra, 15 en tenien dues, 55 en tenien tres, 82 en tenien quatre i 274 en tenien cinc o més. 374 habitatges disposaven pel capbaix d'una plaça de pàrquing. A 161 habitatges hi havia un automòbil i a 252 n'hi havia dos o més.

### Piràmide de població
La piràmide de població per edats i sexe el 2009 era:
| Homes | Edats   | Dones |
| ----- | ------- | ----- |
| 0     | 95 o +  | 0     |
| 0     | 90 a 94 | 4     |
| 12    | 85 a 89 | 16    |
| 8     | 80 a 84 | 8     |
| 16    | 75 a 79 | 12    |
| 8     | 70 a 74 | 12    |
| 24    | 65 a 69 | 40    |
| 24    | 60 a 64 | 32    |
| 40    | 55 a 59 | 24    |
| 28    | 50 a 54 | 28    |
| 12    | 45 a 49 | 44    |
| 56    | 40 a 44 | 16    |
| 64    | 35 a 39 | 48    |
| 32    | 30 a 34 | 36    |
| 32    | 25 a 29 | 44    |
| 20    | 20 a 24 | 16    |
| 44    | 15 a 19 | 48    |
| 40    | 10 a 14 | 48    |
| 36    | 5 a 9   | 48    |
| 28    | 0 a 4   | 40    |

## Economia
El 2007 la població en edat de treballar era de 732 persones, 556 eren actives i 176 eren inactives. De les 556 persones actives 531 estaven ocupades (289 homes i 242 dones) i 25 estaven aturades (13 homes i 12 dones). De les 176 persones inactives 71 estaven jubilades, 61 estaven estudiant i 44 estaven classificades com a «altres inactius».

### Ingressos
El 2009 a Combrand hi havia 436 unitats fiscals que integraven 1.185 persones, la mediana anual d'ingressos fiscals per persona era de 16.981 €.

### Activitats econòmiques
Dels 31 establiments que hi havia el 2007, 2 eren d'empreses alimentàries, 8 d'empreses de fabricació d'altres productes industrials, 7 d'empreses de construcció, 1 d'una empresa de comerç i reparació d'automòbils, 1 d'una empresa d'hostatgeria i restauració, 2 d'empreses financeres, 3 d'empreses immobiliàries, 4 d'empreses de serveis, 2 d'entitats de l'administració pública i 1 d'una empresa classificada com a «altres activitats de serveis».
Dels 10 establiments de servei als particulars que hi havia el 2009, 1 era una oficina bancària, 1 taller de reparació d'automòbils i de material agrícola, 2 guixaires pintors, 1 fusteria, 1 lampisteria, 1 electricista, 1 perruqueria, 1 restaurant i 1 agència immobiliària.
Dels 2 establiments comercials que hi havia el 2009, 1 era una fleca i 1 una carnisseria.
L'any 2000 a Combrand hi havia 48 explotacions agrícoles que ocupaven un total de 1.677 hectàrees.

## Equipaments sanitaris i escolars
El 2009 hi havia una escola elemental.

## Poblacions més properes
El següent diagrama mostra les poblacions més properes.